# 佐蘭·琴熱維奇
| 3176 Paolicchi | 1980年11月13日 | 列表 |

佐蘭·琴熱維奇（1949年8月23日—）是一名塞爾維亞天文學家，1982年以來一直從事出版工作。2023年起，他是塞爾維亞科學與藝術學院（SANU）的現任院長。他的主要科學貢獻在於太陽系小天體的移動、其正確元素和攝動，以及小行星族的識別和演化。2002年起，他擔任貝爾格萊德天文台台長和塞爾維亞國家天文委員會主席。

## 榮譽
由愛德華·鮑威爾發現的小行星3900以他的名字命名。1988年12月23日，小行星中心公布了正式的命名引文（M.P.C. 14030）。

## 外部連結
- Dictionary of Minor Planet Names – (3900) Knežević, Lutz Schmadel
- Short biography, www.astronomija.co.rs （塞爾維亞語）
- Zoran Knežević's home page[永久]